# Молодіжний (Тернопіль)
«Молодіжний» — мікрорайон №11 міста Тернополя, розташований у його північно-східній частині, іноді його включають до складу Сонячного житлового масиву.
Площа становить 55 га, населення — 14 240 (2017). 

## Історія
Забудований панельними багатоповерхівками переважно наприкінці 1980-х.

## Навчальні заклади
- Тернопільська загальноосвітня школа №26
- Тернопільська загальноосвітня школа №27